# Claude Feidt
Claude Feidt (ur. 7 marca 1936 w Audun-le-Roman, zm. 13 października 2020 w Le Puy-en-Velay) – francuski duchowny rzymskokatolicki, w latach 1999–2010 arcybiskup Aix.

## Życiorys
Święcenia kapłańskie przyjął 24 grudnia 1961. 5 lipca 1980 został mianowany biskupem pomocniczym Chambéry ze stolicą tytularną Balecium. Sakrę biskupią otrzymał 13 września 1980. 16 lutego 1985 został ogłoszony koadiutorem, a 14 maja 1985 objął urząd arcybiskupa Chambéry. 17 czerwca 1999 został mianowany arcybiskupem Aix. 29 marca 2010 zrezygnował z urzędu.